# The Inner Circle (dating app)
Inner Circle is een internationale datingapp, gelanceerd in 2012 in Nederland.  De mobiele app biedt een plek om mensen te ontmoeten en te daten, maar ook een plek om deel uit te maken van een gemeenschap die zich in dezelfde cirkels beweegt. Gebaseerd op de overtuiging dat tegenpolen elkaar niet aantrekken, hanteert Inner Circle een zorgvuldig screeningsproces om een community te vormen van mensen met vergelijkbare levensstijlen en interesses.

## Geschiedenis
De oprichters waren op zoek naar een online dating service waar zij gelijkgestemden konden ontmoeten die zich in dezelfde sociale kringen bewogen. Toen ze alleen maar onbetrouwbare online datingsites met anonieme en willekeurige profielen tegenkwamen, besloten ze zelf dit platform te creëren en noemden het Inner Circle.  De Inner Circle-gemeenschap is op natuurlijke wijze gegroeid zonder externe financiering en telt inmiddels meer dan 7,2 miljoen leden wereldwijd. De datingapp is ook populair in Brazilië en de rest van Latijn-Amerika.

## Format
Het grondige aanmeldingsproces zorgt ervoor dat alle profielen authentiek zijn. Inner Circle controleert de social media profielen en IP-adressen van de aanmeldingen en heeft een gezichtsverificatie toegevoegd om een zorgvuldige screening te maken. Bovendien worden leden gevraagd om zes levensstijlen te selecteren, waarvan ze er één in detail toelichten. Het Membership and Community Team beoordeelt elke aanvraag zorgvuldig om ervoor te zorgen dat de leden meer gemeen hebben dan alleen single zijn. Zodra een online profiel goedgekeurd is, kunnen leden de functies van de app gebruiken om contact te leggen met mensen die een vergelijkbare levensstijl hebben en uitnodigingen ontvangen voor offline evenementen. Om de kwaliteit van de community te waarborgen, bekijkt het team regelmatig willekeurige profielen om ervoor te zorgen dat iedereen actief bijdraagt, inspireert en zichzelf op de beste manier presenteert.

## Toegang
Niet iedereen wordt toegelaten tot de Inner Circle community. Elke aanmelding wordt beoordeeld door het screening team van echte mensen om een community van gelijkgestemde mensen samen te stellen en ervoor te zorgen dat kwaliteit centraal staat bij het daten. Eenmaal goedgekeurd, kunnen members door het uitnodigen van vrienden toegang krijgen tot de community en gebruik maken van bepaalde functies zoals het liken van profielen en online chatten. Als alternatief hebben mensen de mogelijkheid om lid te worden van de Inner Circle community via een betaald abonnement. Als lid kun je zowel volledig gebruik van de app maken om in contact te komen met de community als uitnodigingen voor offline evenementen ontvangen.

## Evenementen
Van begin af aan organiseert Inner Circle evenementen om de community de mogelijkheid te geven elkaar persoonlijk te ontmoeten en contact te leggen met mensen uit vergelijkbare sociale kringen. Volgens Inner Circle zijn hun internationale evenementen uniek: "dit zijn geen alledaagse evenementen, en zeker niet de clichématige speed-dating sessies die je vaak bij andere datingapps ziet.” [Vertaald] 
Voorgaande evenementen:
- Paloma Night - Karavaan, Amsterdam
- Haus of Love - Branco Espaço, Sao Paulo
- Encuentro - Wallace Whisky Bar, Mexico City
- Soulmate Thursday - Afrika Rooftop, Bogota
- Flerte Hour - Recife, Brazilië
- Sensual Dating, Home House, VK
- Taste of London, VK
- Rouze, Amsterdam
- AfterHours, Soho House, Amsterdam
- Inner Circle x Tecan, Tecán Tequila, Amsterdam
- Inner Circle x Cinetree Forest Film Festival, Amsterdam
- STRAAT, Amsterdam
- Stedelijk Museum, Amsterdam
- Highline Bar, São Paulo
- Cazzazul, São Paulo
- Ferra Jockey Speed Dating Vinho e Tinta, São Paulo
- Canastra Bar, Rio de Janeiro
- Primo Bar, Brazilië
- Eskina, Brazilië
- Baladona, São Paulo
- Bosque Bar, Rio de Janeiro
- Dry Moments & Drinks, Porto Alegre
- Jabu Belo Horizonte, Belo Horizonte
- Halloween Nuasis, São Paulo
- Halloween Canastra Rose, Rio de Janeiro
- Secret Session editions, Mexico City
- Carajillo Miyana, Mexico City
- Maison Artemisia, Mexico City
- Meet & Drink, Belo Horizontel
- Tranquilo, São Paulo - Belo Horizonte - Florianópolis

## Partners
Inner Circle werkt samen met premium, ambitieuze merken die dezelfde waarden hebben als zij. Ze zijn altijd op zoek naar samenwerking met merken uit andere sectoren om een levensstijl te weerspiegelen die verder gaat dan daten.
Nederland:
- Swapfiets
- Rouze
- Bolt
- Soho House
- Cinetree
- Rocycle
- Tecan Tequila

Brazilië:
- Mubi
- Collo
- Nuasis
- Tranquilo
- Obvious
- Soho House
- Good Vibres

Latijns-Amerika:
- Fernet Branca
- Sony Music

Verenigd Koninkrijk:
- HANX
- Taste of London